# Manuel Pfister
Manuel Pfister (* 4. Dezember 1988) ist ein ehemaliger österreichischer Rennrodler.
Manuel Pfister, Bruder von Daniel Pfister, lebt in Fügen und begann 1999 mit dem Rodelsport. Der Dachdecker vom Verein TU Sparkasse Innsbruck hatte seine ersten nennenswerten Erfolge im Juniorenbereich. In Igls und Winterberg erreichte er als Drittplatzierter in der Saison 2003/04 erste Podiumsplatzierungen im Junioren-Weltcup, wurde 13. der Gesamtwertung und Zehnter der Junioren-Weltmeisterschaften in Calgary. 2005 wurde Pfister Zweiter, 2006 Neunter der Junioren-WM sowie Tiroler und Österreichischer Meister. Die Saison 2006/07 brachte für den Österreicher fünf Podiumsplatzierungen im Junioren-Weltcup, darunter einen Sieg in Winterberg und den zweiten Rang in der Gesamtwertung der Rennserie. Bei der Junioren-WW in Cesana Pariol gewann er wie schon zwei Jahre zuvor die Silbermedaille. Auch bei der Tiroler und der Österreichischen Meisterschaft wurde Pfister Zweiter.
Nachdem Pfister schon national im Herrenbereich gestartet war, war er seit der Saison 2006/07 auch international bei den Männern am Start. Sein Debüt im Rennrodel-Weltcup gab er zum Auftakt der Saison in Cesana Pariol, wo er 28. wurde. Weitere Einsätze folgten zunächst sporadisch, darunter mit 20. Plätzen in Königssee und Winterberg. In der folgenden Saison bestritt Pfister schon die Hälfte der Weltcup-Rennen und verbesserte seine besten Ergebnisse in Winterberg auf den 15. und in Königssee bis auf den 13. Platz. In der Gesamtwertung des Weltcup wurde er 29. Noch erfolgreicher waren die Rennrodel-Europameisterschaften 2008 in Cesana, wo der Österreicher Zehnter wurde. Bei der WM in Oberhof kam er auf Platz 17. In der Saison 08/09 konnte sich Pfister weiter verbessern. Er bestritt die komplette Weltcup-Saison und platzierte sich abgesehen von einem Rennen unter den besten 20. In Calgary fuhr er als Neuntplatzierter zum ersten Mal unter die besten Zehn, die Gesamtwertung beendete er als 18. Die WM in Lake Placid beendete Pfister als 25.
Bei den Rennrodel-Europameisterschaften 2010 in Sigulda kam Pfister auf den 7. Platz. Wenig später erreichte er beim Training auf der Rennrodelbahn des Whistler Sliding Centre eine Geschwindigkeit von 154 km/h und übertraf damit die bisherige Bestmarke um 0,02 km/h. Bei den Olympischen Winterspielen 2010 erreichte er den zehnten Rang.